# تاريخ الاتحاد الأوروبي

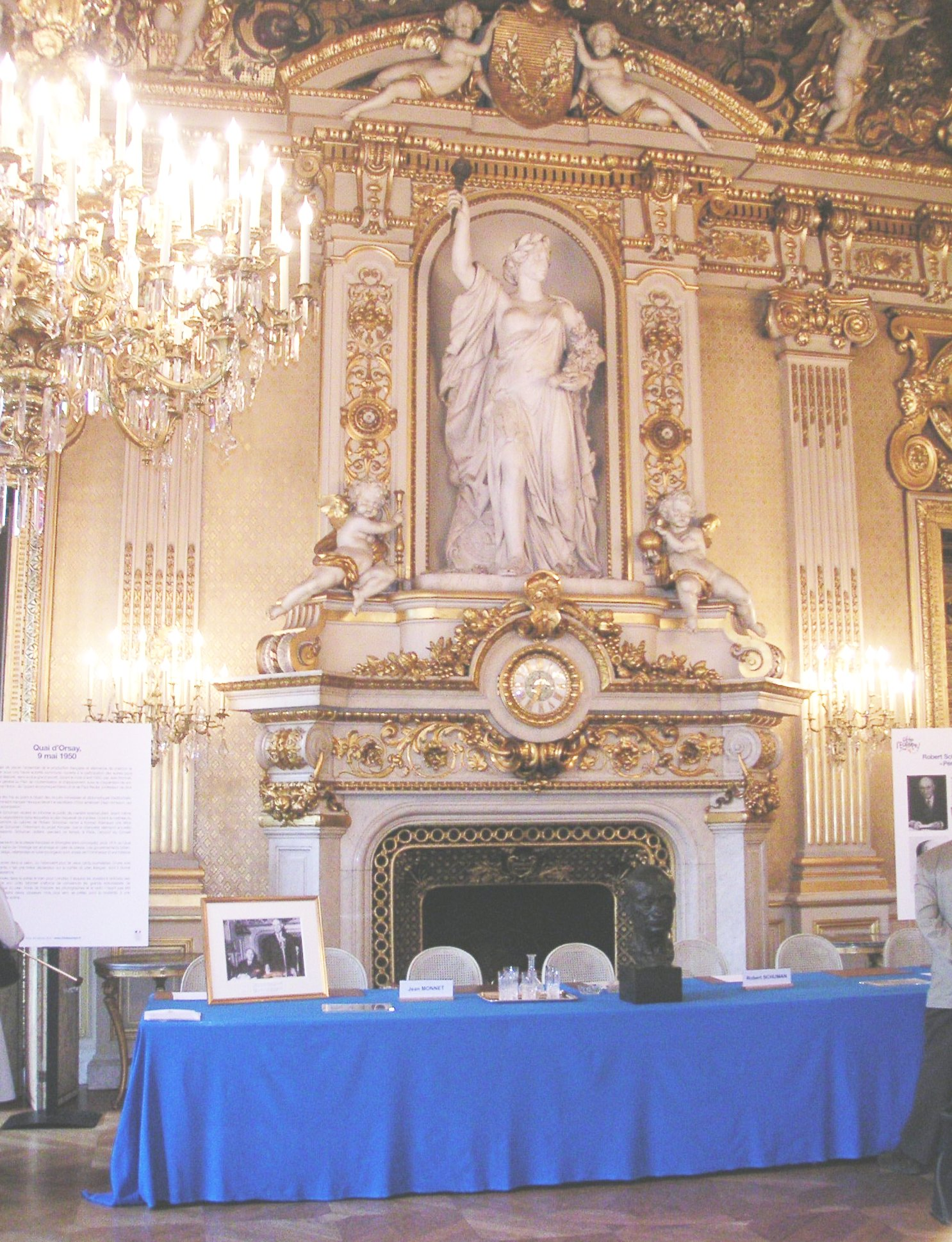

الاتحاد الأوروبي هو الكيان الجيوسياسي الذي يغطي جزءًا كبيرًا من القارة الأوروبية. تأسس بناءً على العديد من المعاهدات وخضع للتوسعات التي قادته من اتحاد مكون من 6 دول أعضاء ليكون مكونًا من 27 دولة، حيث يضم أغلبية الدول في أوروبا.
وفضلاً عن اختلافه وتميزه عن أفكار الفيدرالية أو الاتحاد الكنفدرالي أو الاتحاد الجمركي، يعتمد التطور الأساسي في أوروبا على تأسيس اتحاد متخطي للحدود القومية كي يجعل الحرب غير متصورة ومستحيلة ماديًا وتعزيز الديمقراطية التي نادى بها روبرت شومان (Robert Schuman) وقادة آخرون في الإعلان الأوروبي. وكان هذا المبدأ هو لُب تأسيس الجماعة الأوروبية للفحم والصلب (ECSC) في معاهدة باريس (1951) بعد «إعلان شومان» ومعاهدات روما التي أبرمت في وقت لاحق لتأسيس سوق أوروبية مشتركة (EEC) والجماعة الأوروبية للطاقة الذرية (EAEC). وفي وقت لاحق، انضمت الجماعة الأوروبية للفحم والصلب والسوق الأوروبية المشتركة إلى الاتحاد الأوروبي، بينما احتفظت الجماعة الأوروبية للطاقة الذرية بكيانها القانوني المتميز على الرغم من مشاركة الدول الأعضاء والمؤسسات.
عملت معاهدة ماستريخت على تأسيس الاتحاد الأوروبي بأعمدته الثلاثة، بما فيها الشؤون الداخلية والخارجية إلى جانب الجماعة الأوروبية. وقد أدى ذلك بدوره إلى إنشاء عملة أوروبية موحدة، اليورو (الذي أطلِق عام 1999). أجرٍيت بعض التعديلات على معاهدة ماستريخت من جانب معاهدة أمستردام (1997)، ومعاهدة نيس (2001) ومعاهدة لشبونة (2007).

## أفكار الوحدة الأوروبية قبل عام 1945
كان التطور الأساسي للاتحاد الأوروبي قائمًا على أساس يتجاوز الحدود القومية كي «يجعل الحرب غير متصورة ومستحيلة ماديًا». كانت إحدى الوسائل السلمية الهادفة إلى توحيد الأراضي الأوروبية تُقدم من قبل الاتحادات السلالية؛ أما الاتحادات القائمة على المستوى القطري فكانت أقل شيوعًا، مثل الكومنولث البولندي الليتواني والإمبراطورية النمساوية المجرية.
في مؤتمر اكس لا شابيل الذي عُقد عام 1818، طرح ألكسندر الأول، بوصفه أكثر أنصار مبدأ الأممية تقدمًا، فكرة إقامة اتحاد أوروبي دائم من نوع ما بل واقترح الإبقاء على القوات العسكرية الدولية من أجل تقديم الدعم للدول المُعترف بها ضد التغييرات التي تحدث بسبب العنف.
تقدِّم الحركة الأوروبية الوحدوية مثالُا على المنظمة التي أنشئت لتعزيز ارتباط الدول بين الحربين وللترويج لفكرة الاتحاد الأوروبي.

## 1945-1957: من إي سي إس سي (المجموعة الأوروبية للفحم والصلب) إلى معاهدات روما
شهدت الحرب العالمية الثانية من عام 1939 حتى عام 1945 كارثةً اقتصاديةً وبشرية ضربت أوروبا بأبشع صورها. إذ أظهرت بوضوح أهوال الحرب والتطرف، المتمثلة بالهولوكوست والقصف الذري على هيروشيما وناجازاكي. ومجددًأ، كانت هناك رغبة في ضمان عدم تكرار حدوث ذلك، خصوصًا بعد الحرب التي نشرت الأسلحة النووية في العام. فشلت معظم الدول في الحفاظ على مراكزها كدول عظمى، باستثناء يو سي سي أر (اتحاد الجمهوريات السوفيتية الاشتراكية)، الذي أصبح يشكل قوةً عظمى في أعقاب الحرب العالمية الثانية وحافظ على مركزه لمدة دامت 45 سنة. خلَّف هذا قوتين عظيمتين متنافستين ومتعارضتين أيديولوجيًا.
من أجل ضمان عدم قدرة ألمانيا على تهديد السلام مرةً أخرى، تم جزئيًا تعطيل صناعاتها الثقيلة وفصل مناطق إنتاج الفحم الرئيسية (سارلاند وسيليزيا)، أو وضعها تحت السيطرة الدولية (منطقة حوض الرور). (أنظر: خطة مونيه)
مع تعالي أصوات بعض التصريحات كدعوة ونستون تشرشل إلى إقامة (ولايات متحدة أوروبية)، تأسس مجلس أوروبا في عام 1949 كأول منظمة أوروبية وحدوية. وفي السنة التالية، تحديدًا في 9 مايو 1950، اقترح وزير الخارجية الفرنسية روبير شومان إنشاء جماعة لدمج قطاعات الفحم والصلب في أوروبا- نظرًا لكونهما عنصران ضروريان في صناعة الأسلحة الحربية. (أنظر إعلان شومان).
بناءً على ذلك الخطاب، وقعت كل من فرنسا، وإيطاليا، ودول اتحاد البنلوكس (بلجيكا، وهولندا، ولوكسمبرغ) مع ألمانيا الغربية معاهدة باريس (1951) التي تضمنت على تأسيس الجماعة الأوروبية للفحم والصلب في العام التالي؛ الأمر الذي أدى إلى الاستيلاء على دور الهيئة الدولية للرور ورفع بعض القيود المفروضة على الانتاجية الصناعية الألمانية. وكان سببًا في ولادة أولى المؤسسات، كالسلطة العليا (المفوضية الأوروبية حاليًا) والجمعية المشتركة (البرلمان الأوروبي حاليًا). كان رؤساء تلك المؤسسات جان موني وبول هنري سباك على التوالي.
قدم وزير الخارجية الأمريكي جورج مارشال طلب إنشاء الجماعة الأوروبية للفحم والصلب. وفي اعقاب الحرب العالمية الثانية، ساهم مشروعه لإعادة بناء أوروبا المُسمى باسمه بما يعادل أكثر من 100 مليار بعملة الدولار اليوم بالنسبة للأوروبيين، مما ساعد في إطعام الأوروبيين، وتوصيل الصلب لإعادة بناء القطاعات الصناعية، وتوفير الفحم لتدفئة البيوت، وبناء السدود لتوفير الطاقة. وبتحقيق هذه الأمور، شجع مشروع المارشال على توحيد القوى الأوروبية إلى الجماعة الأوروبية للفحم والصلب، بشير الاتحاد الأوروبي حاليًا، عن طريق إثبات أهمية تأثيرات التكامل الاقتصادي والحاجة إلى التنسيق. جعلت فاعلية مشروع مارشال المستشار الألماني هلموت شميث يقول أنه «يجب على (ال) ولايات المتحدة أن لا تنسى أن الاتحاد الأوروبي الناشئ يُعد من أعظم إنجازاتها: ولم يكن ليحدث ذلك لولا مشروع المارشال».
رُفضت محاولة تحويل محمية سار إلى «أرضٍ أوروبية» بعد إجراء استفتاء عام 1955. وكان من المقرر أن تخضع لقانون يشرف عليه مفوض أوروبي مسؤول أمام مجلس وزراء اتحاد أوروبا الغربي.
بعد محاولاتٍ بائت بالفشل هدفها إنشاء وسائل دفاع (جماعة الدفاع الأوروبية) وجماعات سياسية (الجماعة السياسية الأوروبية، اجتمع القادة في مؤتمر مسينة حيث شكلوا لجنة سباك التي قدمت تقرير سباك. تمت الموافقة على التقرير في مؤتمر البندقية (29 و30 مايو 1956) حيث تقرر تنظيم مؤتمر حكومي دولي. شدد المؤتمر الحكومي العالمي بشأن السوق المشترك واليوراتوم على الوحدة الاقتصادية، مما أسفر عن توقيع معاهدات روما في عام 1957 التي أنشأت السوق الأوروبية المشتركة (إي إي سي) والجماعة الأوروبية للطاقة الذرية (يوراتوم) بين الأعضاء.

## 1958-1972: الجماعات الثلاثة
أنشِأت الجماعتان الجديدتان بشكل منفصلٍ عن جماعة إي سي إس سي، على الرغم من أنهما تتقاسمان المحاكم نفسها والجمعية المشتركة. أطلِق على الهيئات التنفيذية الخاصة بالجماعات الجديدة اسم المفوضيات، على عكس «السلطة العليا». ترأس والتر هالشتاين (مفوضية هالشتاين) جماعة إي إي سي وترأس لويس أرماند (مفوضية أرماند) جماعة يوراتوم التي ترأسها إتيان هيرش لاحقًا. كانت جماعة يوراتوم تدرج القطاعات في الطاقة النووية بينما كانت جماعة إي إي سي تطور اتحادًا جمركيًا بين الأعضاء.
بدأت التوترات تظهر طوال فترة ستينيات القرن العشرين مع سعي فرنسا إلى الحد من السلطة فوق الوطنية ورفضها عضوية المملكة المتحدة. ومع ذلك، ففي عام 1965 تم التوصل إلى اتفاق هدفه دمج الجماعات الثلاث في إطار مجموعة واحدة من المؤسسات، ولذلك تم توقيع معاهدة الاندماج في بروكسل التي دخلت حيز التنفيذ في 1 يوليو عام 1967 مؤديةً إلى إنشاء الجماعات الأوروبية. أصبح جان ري رئيسًا لأول مفوضية مندمجة (مفوضية ري).
في حين كان التردد يهيمن على تقدم الجماعات السياسي في ستينيات القرن العشرين، فإن تلك الفترة قد حفزت على الاندماج القانوني الأوروبي. إذ وُضعت العديد من المذاهب القانونية التأسيسية الخاصة بمحكمة العدل بفضل قراراتٍ تاريخية اتُخِذت في ستينيات وسبعينيات القرن العشرين، لا سيما قرار فان خين إن لوش لعام 1963 الذي أكد على «التأثير المباشر» للقانون الأوروبي، أي وجوب إنفاذه أمام المحاكم الوطنية من قبل أظرافٍ خاصة. تشتمل قرارات تاريخية أخرى اتُخِذت خلال تلك الفترة على قرار كوستا في إينيل، الذي أقر سيادة القانون الأوروبي على القانون الوطني، وعلى قرار «منتجات الألبان»، الذي أعلن عن حظر مبادئ القانون الدولي العامة الخاصة بالتبادلية والانتقام في المجتمع الأوروبي. أصدِرت كل هذه الأحكام الثلاثة بعد تعيين القاضي الفرنسي روبيرت ريكورد في عام 1962، إذ يبدو أن ليكورت أصبح ذا تأثير كبير على محكمة العدل في ستينيات وسبعينيات القرن العشرين.